# Willem Bodeman

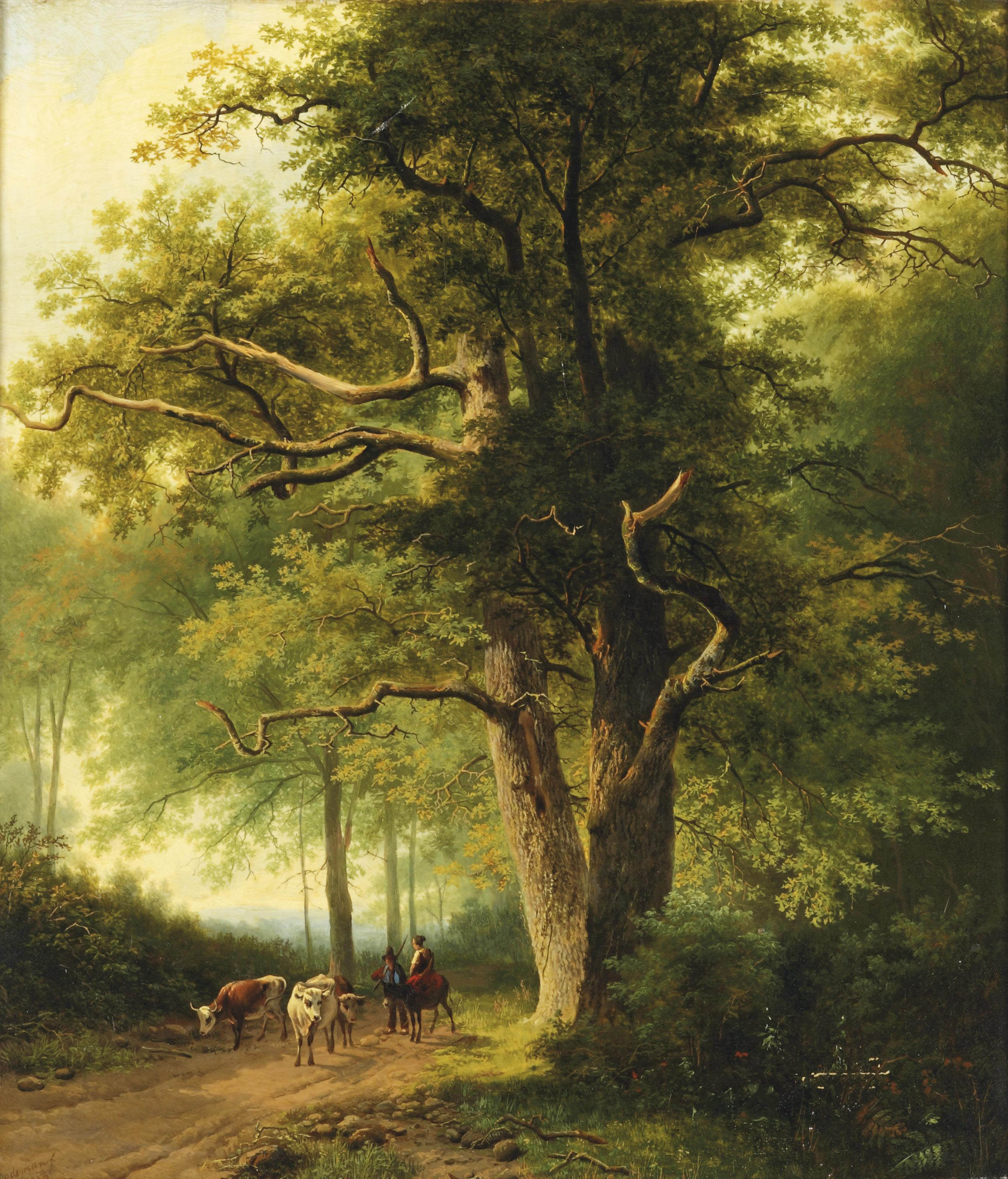
Bauern mit den Rindern am Waldweg

Willem Bodeman (* 13. Januar 1806 in Amsterdam; † 20. Januar 1880 in Bussum) war ein niederländischer Landschaftsmaler.
Bodeman wurde zuerst zum Handwerker ausgebildet. Erst im Alter von 20 Jahren wurde er Schüler von Barend Cornelis Koekkoek. Gemeinsam mit seinem Lehrer unternahm er 1827 eine  Studienreise nach
Belgien und Deutschland mit einem längeren Aufenthalt in Kleve, wo er mehrere Wald- und Winterlandschaftsbilder schuf. Er kam 1830 nach Amsterdam zurück, 1832 nach Hilversum, 1833 wieder nach Amsterdam, 1834 nach Hilversum, 1838 nach Kleve, 1841 nach Brüssel und ließ sich 1849 in Bussum nieder. 
In den Jahren 1843–1844 unternahm er mit Pierre Louis Dubourcq eine Italienreise. 1834 wurde er Verdienstmitglied der Gesellschaft „Arti Sacrum“ in Rotterdam.
Der belgische Maler Eugène-Joseph Verboeckhoven hat seine Landschaftsbilder oft mit Menschen- und Tiergestalten dekoriert. Bodeman bildete Pieter Plas (1810–1853) aus.